# Stazione di Toyonaka
La stazione di Toyonaka (豊中駅?, Toyonaka-eki) è una stazione delle Ferrovie Hankyū sulla linea Takarazuka situata nell'omonima città.

## Storia
La stazione fu aperta il 29 settembre 1913 lungo la ferrovia Minoo-Arima (l'attuale linea Takarazuka), mentre l'11 agosto 1997 iniziarono i lavori di sopraelevazione dei binari dalla stazione di Sone fino a Toyonaka, che si conclusero il 29 novembre 2000 con l'apertura della stazione nel suo aspetto attuale.

## Struttura
La stazione è di tipo passante su viadotto e consiste in due binari con piattaforma a isola centrale. Ad eccezione del Nissei Express, in questa stazione fermano tutte le tipologie di treno. Sia in direzione nord che sud sono presenti binari di ricovero per i convogli, comunque non utilizzati con la funzione di deposito. Il piano del ferro si trova al terzo piano, mentre il mezzanino è al secondo, con due aree tornelli, a nord e a sud.

### Binari
| 1 | ■Linea Takarazuka（Direzione nord） | Per Takarazuka・Kawanishi-Noseguchi・Ishibashi・Minoo |
| 2 | ■Linea Takarazuka（Direzione sud）  | Per Umeda・Kobe・Kyoto・Kita-Senri                    |

## Frequentazione
La stazione nel 2010 era normalmente utilizzata da 51.894 persone in un tipico giorno feriale.